# UClibc
uClibc je implementace standardní knihovny jazyka C zaměřená na podporu vestavěného Linuxu, tedy linuxového jádra tvořícího základ operačního systému na vestavěných systémech jako jsou mobilní telefony nebo složitější síťová zařízení. Jedná se o svobodný software pod licencí GNU LGPL napsaný v C. Poslední oficiální verze vyšla v květnu 2012. Od té doby vydává nové verze následnický projekt uClibc-ng.
Původně uClibc vznikla pro µClinux, variantu linuxu pro jednočipy bez jednotky správy paměti. S ním také sdílí myšlenku názvu – úvodní písmeno u je v obou případech považováno za způsob zapsání řeckého písmene mý pomocí latinky a uClibc je tak možno zapisovat jako μClibc. Písmeno přitom odkazuje k předponě mikro, čímž vyjadřuje důraz na minimalismus.
Knihovna je výrazně úspornější než glibc, ale také neposkytuje všechny její funkce.
V roce 2012 se vyskytla v uClibc zajímavá chyba, kdy se projevilo zjednodušené řešení časových pásem ve starších verzích špatným dnem přechodu na letní čas.